# Sega 32X
Sega 32X — дополнение для игровой приставки Sega Mega Drive. 32X, получившая кодовое название Project Mars, была разработана для расширения возможностей Mega Drive и служила переходной приставкой к 32-битной эре вплоть до выхода Sega Saturn. Независимо от Mega Drive, 32X использует собственные игровые картриджи и имеет собственную библиотеку игр. Она распространялась под названиями Super 32X в Японии, Genesis 32X в Северной Америке, Mega 32X в Бразилии, и Mega Drive 32X во всех остальных регионах.
Представленная компанией Sega на выставке Consumer Electronics Show в июне 1994 года, 32X предлагалась как недорогой вариант для потребителей, желающих играть в 32-битные игры. Она была разработана в ответ на Atari Jaguar и из-за опасений, что Saturn не выйдет на рынок к концу 1994 года. Изначально 32X задумывалась как новая, самостоятельная приставка, однако по предложению руководителя Sega of America Джо Миллера и его команды она стала дополнением к Mega Drive и стала более мощной. Окончательный проект содержал два 32-битных центральных процессора Hitachi SuperH-2 и графический процессор для работы с трёхмерной графикой.
Поскольку Sega объявила, что в Японии 32X выйдет одновременно с Saturn, дополнение не смогло привлечь сторонних разработчиков видеоигр и потребителей. Поспешный выпуск 32X сократил время, которое было отведено на разработку игр, что привело к созданию слабой библиотеки из 40 игр, которые не полностью использовали аппаратное обеспечение устройства. Sega произвела 800 тысяч экземпляров 32X и продала примерно 665 тысяч единиц к концу 1994 года. Остальные экземпляры продавались с большими скидками до тех пор, пока в 1996 году Sega не прекратила выпуск 32X, переключив своё внимание на Saturn. Планировалась версия Neptune, совмещавшая в себе и Mega Drive, и 32X, но была отменена из-за сомнений в жизнеспособности продукта.
В библиотеку 32X входили порты игр с аркадных автоматов, таких как After Burner, Space Harrier и Virtua Fighter. Компания id Software также перенесла игру Doom с персональных компьютеров на 32X, но из-за ограничений по времени была вынуждена сократить треть уровней игры. 32X считается коммерческим провалом. Первоначальный приём был положительным, обозреватели подчёркивали низкую цену и расширение возможностей по сравнению с Mega Drive. Однако более поздние отзывы были в основном негативными из-за небольшой библиотеки игр, неудачного выбора времени выхода на рынок и фрагментации рынка приставки Mega Drive.

## История
В 1988 году компания Sega выпустила приставку Genesis, которая в Европе и Японии получила название Mega Drive. В 1991 году Sega выпустила дополнение к Mega Drive, устройство Sega Mega-CD, которое не оправдало коммерческих ожиданий. Sega начала разработку второго дополнения, которое должно было сократить разрыв между Mega Drive и предстоящей Sega Saturn, и стать менее дорогим вариантом входа в 32-битную эру. Sega была полна решимости выпустить новое дополнение до конца 1994 года. По словам бывшего генерального директора Sega of America Томаса Калинске, «первоначально аргументом было то, что мы сможем прожить ещё год на Genesis, прежде чем нам придётся представить Saturn. Япония не согласилась со мной в этом вопросе, поэтому в качестве временной меры появилась 32X».

### Разработка
Во время зимнего Consumer Electronics Show в январе 1994 года глава отдела исследований и разработок Sega of America Джо Миллер принял в своём номере в отеле Лас-Вегаса телефонный звонок от Хаяо Накаямы, президента Sega, в котором Накаяма подчеркнул важность быстрого ответа на приставку Jaguar от компании Atari. В этом разговоре участвовали Кев Бэйлисс, руководитель группы аппаратного обеспечения Sega Хидэки Сато и вице-президент Sega of America по технологиям Марти Франц. Одна из потенциальных идей пришла из проекта японской команды, позже получившего название Project Jupiter, и который представлял собой совершенно новую независимую приставку. Бывший продюсер Sega of America Майкл Лэйтем называл её Genesis 2.
Project Jupiter изначально планировался как новая версия Mega Drive, с обновлённой цветовой палитрой и более низкой стоимостью, чем у готовящейся к выпуску Sega Saturn, а также с некоторыми ограниченными возможностями в области трехмерной графики благодаря использованию идей, полученных во время разработки чипа Sega Virtua Processor. Миллер настаивал на другой стратегии — по словам Лэйтема, Миллер отверг Project Jupiter со словами «Просто ужасная идея. Если всё, что вы собираетесь сделать, это усовершенствовать систему, то вы должны сделать её дополнением. Если это будет новая система с совершенно новым программным обеспечением — отлично. Но если единственное, что она делает, это удваивает цвета….». Миллер говорил, что его идея заключалась в том, чтобы создать новую систему в виде дополнения. Он утверждал, что было принято решение использовать существующую Mega Drive как способ не отпугнуть потребителей продукции Sega, которым в противном случае пришлось бы полностью отказаться от своих ранее приобретённых приставок Mega Drive ради того, чтобы играть в 32-битные игры. В результате этих обсуждений разработка Project Jupiter прекратилась, и было начато создание нового дополнения под кодовым названием Project Mars.
Миллер предложил отдать разработку дополнения американской команде, и в результате 32X была разработана как периферийное устройство для существующей Mega Drive, расширив её возможности за счёт двух новых 32-битных процессоров SuperH-2. Те же процессоры планировалось использовать и в Saturn, но с большей тактовой частотой, чем в 32X. Процессор SH-2 был разработан в 1993 году при совместном участии Sega и японской компании Hitachi. Первоначальный дизайн дополнения 32X, по словам Бэйлисса, был создан на коктейльной салфетке, но Миллер опроверг это. В другом рассказе Бэйлисс утверждал, что Франц начал проектировать 32X на гостиничном блокноте, нарисовав два процессора SH-2 с отдельными кадровыми буферами.
Хотя новое устройство было более мощной приставкой, чем первоначально предлагалось, оно не было совместимо с играми для Saturn. Это оправдывалось заявлением Sega о том, что обе платформы будут продаваться одновременно, и что 32X будет ориентирована на игроков, которые не могут позволить себе более дорогой Saturn. Бэйлисс высоко оценил потенциал этой системы, назвав её «мечтой программиста на сегодняшний день» с её спаренными процессорами и возможностями работы с трёхмерной графикой. Sega of America возглавила разработку 32X при некоторой помощи команды Сато в Японии. Разработке 32X мешала нехватка процессоров, поскольку в 32X и Saturn использовались одни и те же 32-битные чипы, а также языковой барьер между командами в Японии и США.
Перед запуском 32X дата выхода Saturn была назначена на ноябрь 1994 года в Японии, что совпадало с датой выхода 32X в Северной Америке. Перед Sega of America была поставлена задача провести маркетинг 32X с учётом одновременного запуска Saturn в Японии. В результате они назвали 32X «переходным устройством» между Mega Drive и Saturn; Бейлесс сказал, что это «просто выставило нас жадными и глупыми перед потребителями».

### Продвижение и выпуск

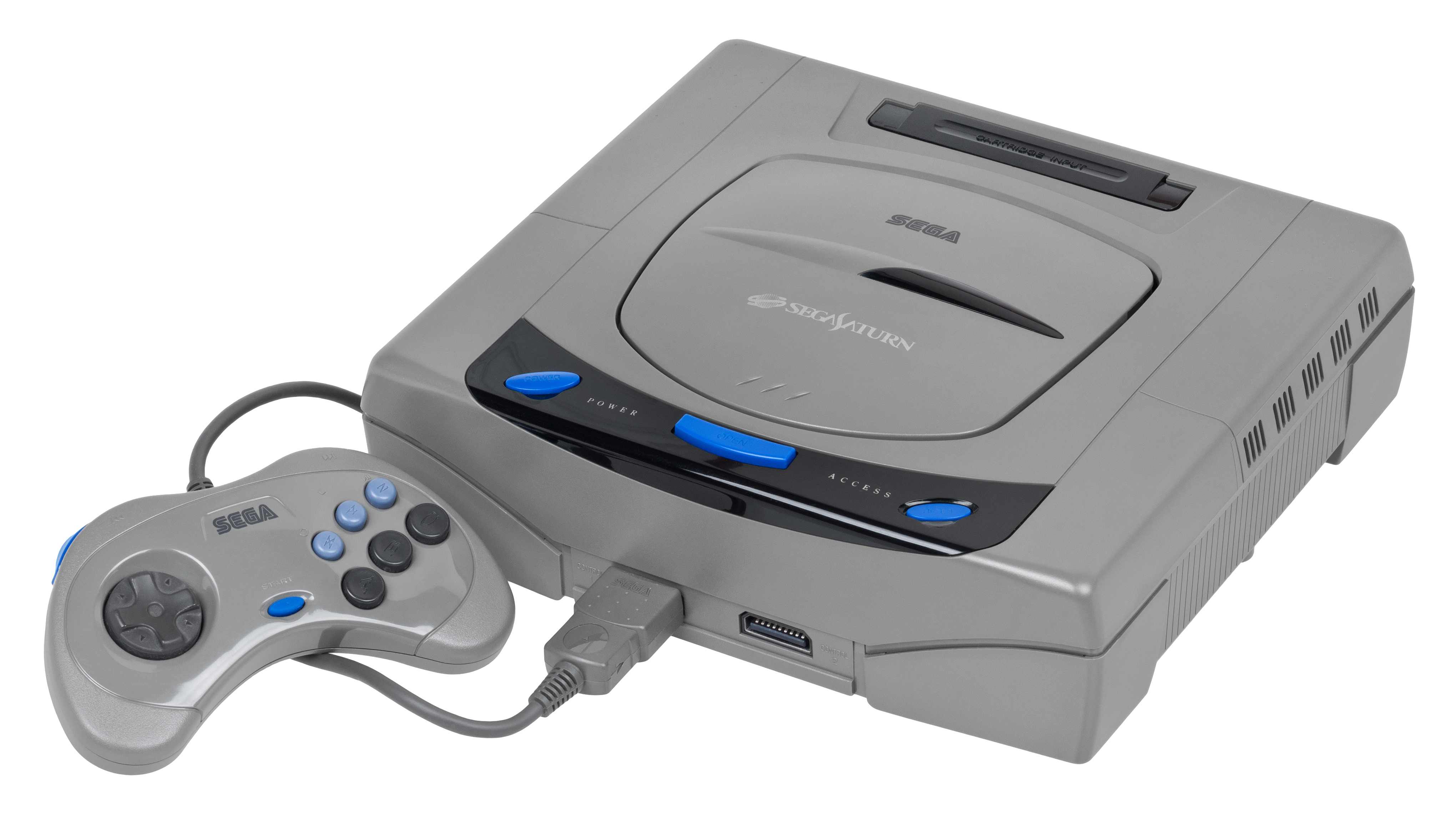
Японская Sega Saturn, выпущенная в ноябре 1994 года, до выхода 32X. 32X была несовместима с программным обеспечением Saturn.

Презентация 32X состоялась на летней Consumer Electronics Show в июне 1994 года в Чикаго. 32X позиционировалась как недорогая альтернатива Saturn по цене 159 долларов США. Однако Sega не ответила на вопрос, сможет ли приставка Mega Drive, укомплектованная Sega CD и 32X, запускать программное обеспечение Saturn. Основатель The 3DO Company Трип Хокинс указал, что этого не случится, заявив: «Все знают, что 32X — это заплатка. Это не „система следующего поколения“. Она довольно дорогая. Она не особенно высокопроизводительна. Для неё трудно программировать, и она не совместима с Saturn». В ответ на эти комментарии руководитель Sega Ричард Брудвик-Линднер отметил, что 32X будет запускать игры Mega Drive и имеет ту же системную архитектуру, что и Saturn.
В августе того же года журнал GamePro выделил 32-битные процессоры и значительно более низкую цену как преимущества грядущего дополнения, отметив, что «несомненно, геймеры, которые имеют свойство покупать вещи сразу, будут тратить большие деньги, чтобы достать системы Saturn или PlayStation и игры к ним из Японии. Однако для остальных 32X вполне может стать предпочтительной системой 1994 года». В рамках продвижения новой системы Sega пообещала, что на начале продаж будут доступны 12 игр, и что в 1995 году выйдут ещё 50 игр от сторонних разработчиков.
32X была выпущена 21 ноября 1994 года в Северной Америке, к праздничному сезону того года. Как и было объявлено, она продавалась по цене в 159,99 долларов США и получила достаточно успешный старт на рынке. Спрос среди розничных продавцов был очень высок, и Sega не успевала выполнять заказы на новую систему. На 32X было размещено более миллиона заказов, но к январю 1995 года Sega смогла отгрузить только 600 000 устройств. В Соединённых Штатах к Рождеству 1994 года было продано почти 500 000 экземпляров, что превысило первоначальный прогноз Sega по продажам. 32X вышла на рынок по примерной той же цене, что и приставка Mega Drive, и стоила менее половины от начальной цены Saturn. Несмотря на первоначальные обещания Sega, на североамериканском рынке было доступно только шесть игр, включая Doom, Star Wars Arcade, Virtua Racing Deluxe и Cosmic Carnage. Хотя Virtua Racing была сочтена качественной игрой, Cosmic Carnage «выглядела и игралась настолько плохо, что обозреватели шутили по этому поводу». Игры продавались по розничной цене в 69,95 долларов США. В Японии 32X вышла 3 декабря 1994 года. Выпуск системы в странах стандарта PAL состоялся в январе 1995 года по цене 169,99 фунтов стерлингов и также пользовался высоким спросом.

### Закат
Несмотря на то, что дополнение позиционировалось как недорогой способ вхождения в 32-битную эру, Sega было трудно убедить сторонних разработчиков создавать игры для новой системы. Ведущие разработчики уже знали о грядущем появлении Sega Saturn, Nintendo 64 и PlayStation и не верили, что 32X сможет конкурировать с этими системами. Быстрое время разработки 32X также затрудняло разработку игр, по словам Франца. Не желая тратить время на дополнение, которое считалось «технологическим тупиком», многие разработчики решили не делать игры для этой системы. С играми, разработанными собственными силами, возникали проблемы из-за нехватки времени на выпуск 32X. По словам Бэйлисса, «игры, стоявшие в очереди на разработку, фактически впихивались в коробку как можно быстрее, что означало массовое срезание углов всеми возможными способами. Даже с самого начала дизайн этих игр был намеренно консервативным из-за нехватки времени. К моменту поставки они стали ещё более консервативными; игры не делали ничего, чтобы показать, на что способно оборудование». Калинске заявлял, что в разработке игр Sega of America не получала достаточной поддержки от японского отделения. Комплекты для разработки вышли очень поздно, что оставило мало времени для разработки игр до выхода 32X.
Журналисты также выражали беспокойство по поводу тактики Sega, заключающейся в продаже двух похожих приставок по разным ценам и попытке поддержать обе, сравнивая подход Sega с подходом General Motors к автомобилям и отмечая, что компании таким образом сегментируют свой рынок. Чтобы убедить прессу в том, что 32X — заслуживающая внимания приставка, Sega пригласила журналистов со всей страны в Сан-Франциско на вечеринку в одном из местных ночных клубов. На мероприятии Калинске произносил речь, были живая музыка с местным рэпером, восхваляющим 32X, и демонстрация игр 32X. Однако мероприятие оказалось неудачным — журналистам не понравились громкая музыка на вечеринке и не впечатляющие игры на выставке, а при попытке покинуть её они обнаружили, что автобусы, доставившие их в ночной клуб, только что уехали и не вернутся до запланированного окончания.
Несмотря на успешный запуск системы, спрос на неё вскоре исчез. В течение первых трёх месяцев 1995 года несколько сторонних издательств, включая Capcom и Konami, отменили свои проекты для 32X, чтобы сосредоточиться на выпуске игр для Saturn и PlayStation. 32X не смогла завоевать популярность у публики и считается коммерческим провалом. К 1995 году Mega Drive все ещё не добилась успеха в Японии, а Saturn побеждала PlayStation, поэтому генеральный директор Sega Хаяо Накаяма решил заставить Sega of America сосредоточиться на Saturn и прекратить поддержку продуктов для Mega Drive, осуществив неожиданный ранний запуск Saturn в начале лета 1995 года. До этого Sega поддерживала пять различных приставок — Saturn, Mega Drive, Game Gear, Pico и Master System, а также дополнения в виде Sega CD и Sega 32X. По оценкам, к концу 1994 года продажи 32X составили 665 000 единиц. Несмотря на заверения Sega о том, что для системы будет разработано множество игр, в начале 1996 года Sega, наконец, признала, что пообещала слишком многое, и решила снять 32X с производства, чтобы сосредоточиться на Saturn. В сентябре 1995 года розничная цена на 32X снизилась до 99 долларов, а позже оставшиеся запасы были распроданы из магазинов по цене 19,95 долларов, всего было продано 800 000 устройств.

### Sega Neptune
Sega Neptune — невыпущенная игровая приставка, совмещающая в себе Mega Drive и 32X, и которую компания Sega планировала выпустить осенью 1995 года, а розничная цена должна была составить менее 200 долларов США. Журнал Sega Magazine в марте 1995 года написал о существовании проекта и заявил, что приставка «показывает преданность [Sega] своему аппаратному обеспечению». Sega отменила Neptune в октябре 1995 года, ссылаясь на опасения, что она разбавит рынок Saturn, а её цена будет слишком близка к Saturn, чтобы быть жизнеспособным продуктом. Журнал Electronic Gaming Monthly в своём апрельском номере 2001 года устроил первоапрельский розыгрыш с упоминанием Sega Neptune. В номере была опубликована небольшая статья, в которой авторы объявили, что Sega нашла склад, полный старых Sega Neptune, и продаёт их на сайте за 199 долларов.

## Технические характеристики

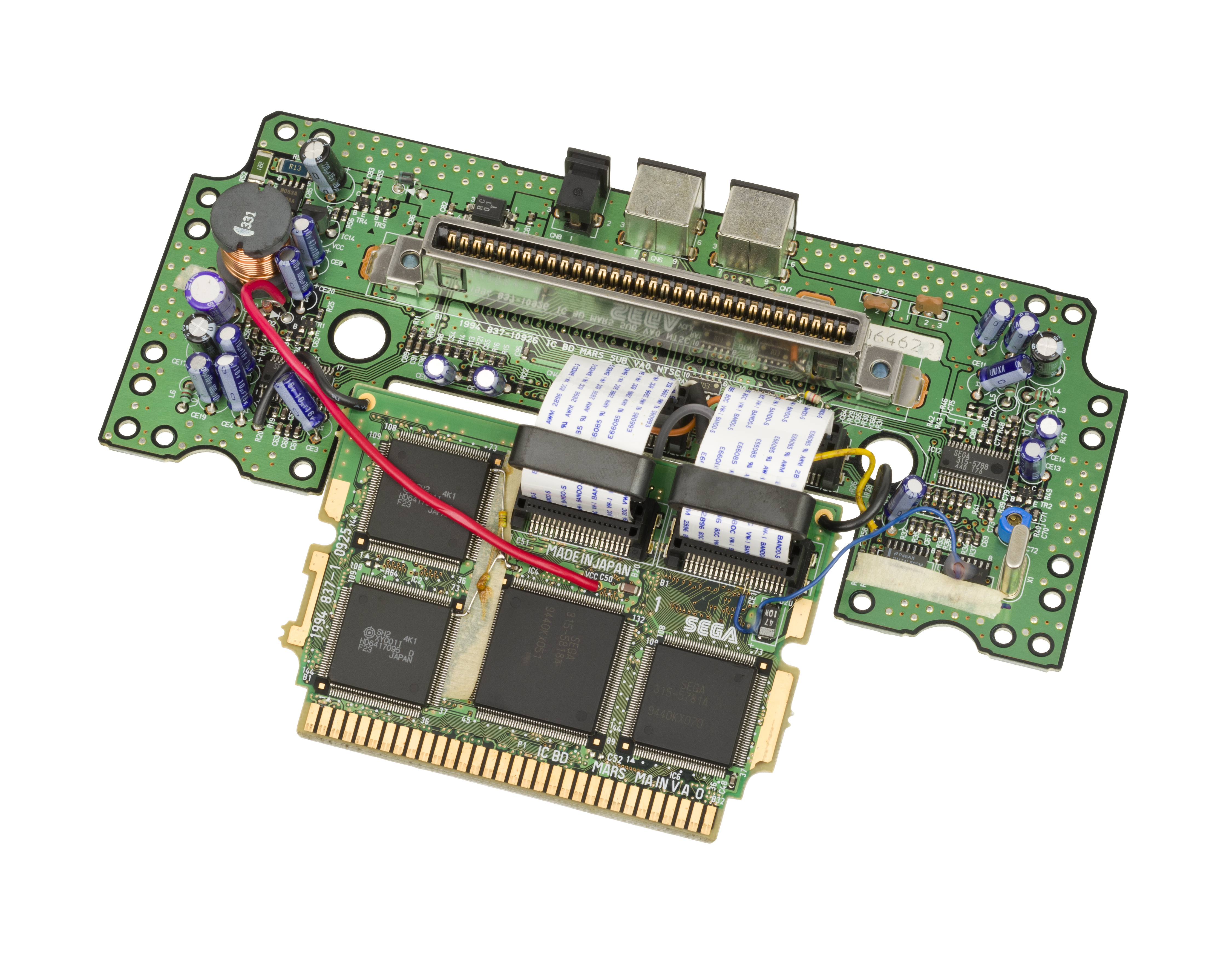
В качестве центральных процессоров приставки 32X используются два 32-битных чипа Hitachi SuperH-2

Sega 32X может использоваться только вместе с приставкой Sega Mega Drive. Она подключается через стандартный разъём для игровых картриджей, однако требует отдельного электропитания и кабеля, связывающего её с Mega Drive. Помимо работы с собственными игровыми картриджами, 32X имеет обратную совместимость с играми для Mega Drive, а также может использоваться совместно с Sega CD для запуска игр, использующих оба дополнения. 32X также поставлялась с разделителем для правильной установки на вторую модель приставки Mega Drive. Опционально также предлагался разделитель для использования с системой Sega Multi-Mega, но в конечном итоге он так и не вышел из-за риска поражения электрическим током при его использовании. Установка 32X также требует вставки двух входящих в комплект пластин в слот для картриджей Mega Drive для защиты от электромагнитных наводок.
Размеры 32X, установленной на Mega Drive, составляют 115 мм × 210 мм × 100 мм. 32X использует два 32-битных RISC-процессора Hitachi SH-2 с тактовой частотой 23 МГц, что, по утверждению компании Sega, позволяет системе работать в 40 раз быстрее, чем отдельная приставка Mega Drive без устройства. Её графический процессор способен воспроизводить 32 768 цветов и рендерить 50 000 полигонов в секунду, что обеспечивает заметное улучшение графики по сравнению с Mega Drive. 32X также имеет 256 килобайт памяти произвольного доступа (RAM), а также 256 килобайт видеопамяти. Звук выводится через источник звука с широтно-импульсной модуляцией. Видеосигнал подаётся на телевизор через прилагаемый аудио/видео кабель, который обеспечивает композитное видео и стерео звук, или через радиочастотный модулятор. Стереозвук также может воспроизводиться через наушники через разъём для наушников на подключённой Mega Drive.

## Игры

Сравнение версий игры Doom для игровой приставки Sega 32X (сверху) и для персонального компьютера (снизу). Версия для 32X заметно урезана по сравнению с версией для DOS. Уровень 9, Deimos Anomaly, идентичный уровню E2M1 в DOS-версии The Ultimate Doom.

Библиотека Sega 32X состоит из 40 игр, включая шесть, для которых требуется наличие как 32X, так и Sega CD. Среди них были порты аркадных игр After Burner, Space Harrier и Star Wars Arcade, сайд-скроллер Kolibri и эксклюзивный для 32X спин-офф серии Sonic the Hedgehog под названием Knuckles' Chaotix. Несколько игр, выпущенных для 32X, являются улучшенными портами игр для Mega Drive, таких как NFL Quarterback Club и World Series Baseball '95. Ретроспективный обзор приставки от IGN назвал Star Wars Arcade лучшей игрой для 32X за её кооперативный режим, саундтрек и точное воспроизведение впечатлений от «Звёздных войн». В отдельном обзоре Леви Бьюкенен из IGN высоко оценил игру Shadow Squadron для 32X и назвал её превосходящей Star Wars Arcade. Однако обозреватель Retro Gamer Дэмиен Макферран назвал Virtua Fighter «жемчужиной в короне 32X», а GamesRadar+ назвал Knuckles' Chaotix лучшей игрой для системы. Next Generation назвал Virtua Fighter «красочным венком на гроб 32X», отражая общее мнение критиков современности о том, что игра была одновременно, возможно, лучшим проектом для 32X и явным предвестником скорого прекращения существования платформы, поскольку она уступала уже вышедшей на Saturn версии Virtua Fighter Remix, а также готовящемуся к выходу на Saturn проекту Virtua Fighter 2. В ответ на запросы фанатов компания Sega заявила, что архитектура 32X недостаточно мощна для переноса Virtua Fighter 2.
Несмотря на то, что приставка использовала 32-битную технологию и была способна обеспечить лучшую графику и звук, чем Mega Drive, большинство игр для 32X не использовали преимущества её аппаратного обеспечения. Игра Doom для 32X после выхода получила близкие к идеальным отзывы в игровых журналах, но позже её раскритиковали за то, что она по сравнению с версиями для персонального компьютера и Atari Jaguar была неполноценной: версию для 32X критиковали за отсутствие некоторых уровней, низкое качество графики и звука, рывки при движении, и за то, что действие происходило в маленьком окошке на экране. Хотя система имела расширенные звуковые возможности, игры для 32X не использовали их, что, по мнению Франца, объясняется нежеланием разработчиков вкладывать средства в разработку игр для работы с новыми звуковыми возможностями. Одним из источников этих проблем была спешка при выпуске игр для 32X. Бывший исполнительный продюсер Sega of America Майкл Лэйтем рассказывал о Cosmic Carnage, стартовой игре для 32X: «Нас торопили. Нам нужно было выпустить игры для 32X по очень сжатому графику. Когда Cosmic Carnage была закончена, мы даже не хотели её выпускать. Потребовалось много уговоров, чтобы выпустить эту игру». Аналогично развивались события и с Doom, когда Джон Кармак из id Software торопился подготовить игру к выпуску на 32X и был вынужден сократить треть уровней игры, чтобы уложиться в срок и издать порт вовремя. Из-за ограничений по времени графический дизайн игры был намеренно консервативным и не показывал, на что способно оборудование 32X. В интервью в конце 1995 года вице-президент Sega по маркетингу Майк Риберо, настаивая на том, что Sega не отказывается от 32X, признал, что поддержка системы программным обеспечением была недостаточной: «Я не буду вам врать, мы просчитались с 32X. Мы переобещали и недодали».

## Восприятие и наследие

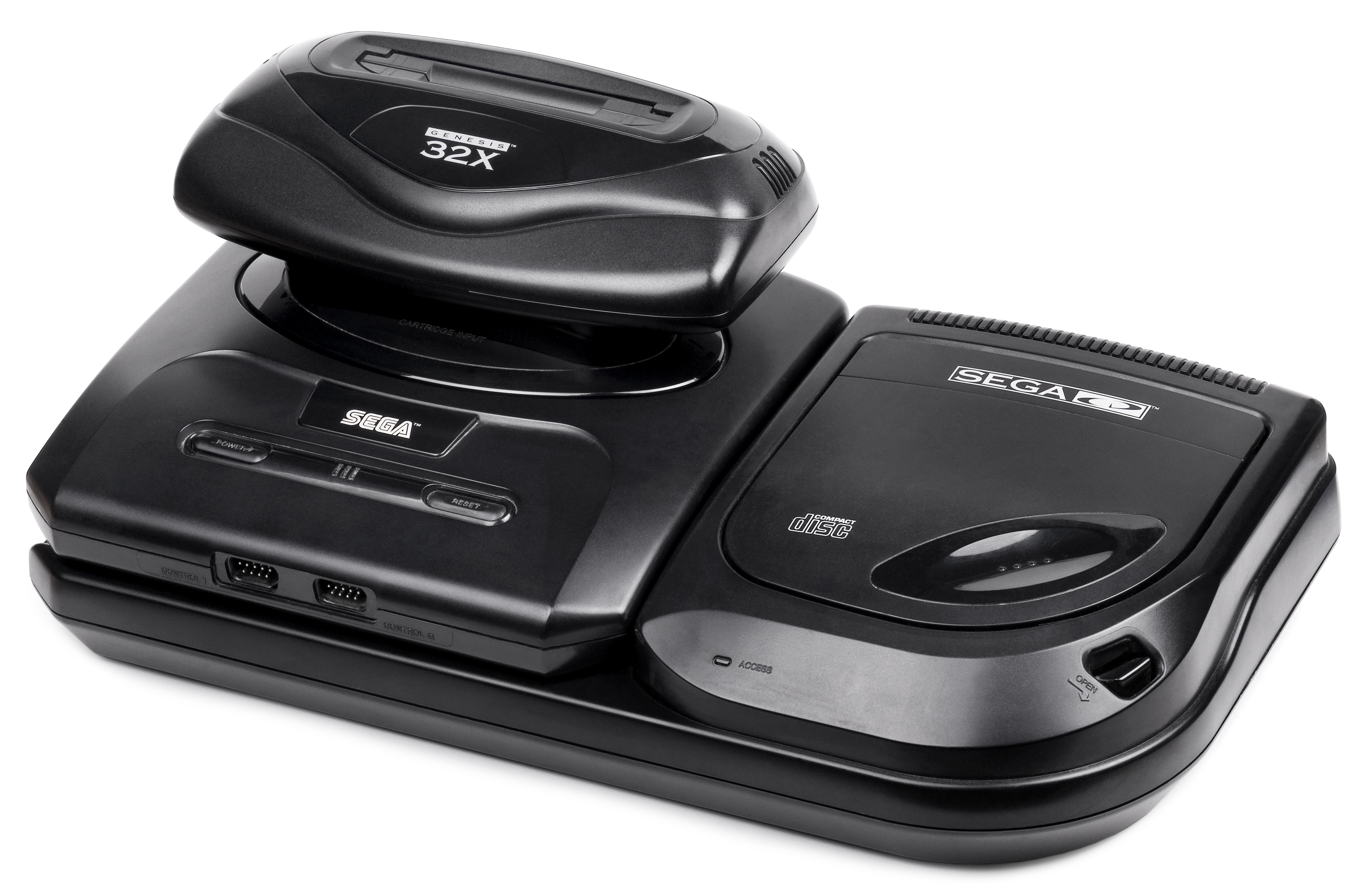
Sega-CD II и Genesis II с прикреплённой сверху 32X. Каждое устройство требовало отдельный источник питания.

Первоначальный приём 32X и её игр был очень положительным. Четыре рецензента из Electronic Gaming Monthly оценили дополнение в 8, 7, 8 и 8 баллов из 10 в своём «Руководстве покупателя» за 1995 год, отметив улучшения дополнения по сравнению с Mega Drive, но задались вопросом, как долго будет поддерживаться эта система. GamePro отметил, что многочисленные шнуры ввода и питания 32X делают установку «такой же сложной, как настройка видеомагнитофона», и отметил некоторые недостатки в работе прототипа, такие как зависания и перегрев, но выразил уверенность, что серийные модели будут работать хорошо, и в целом одобрил дополнение. Отзывы о стартовых играх, таких как Doom, также были положительными.
К концу 1995 года отзывы о дополнении ухудшились. В своём «Руководстве покупателя» за 1996 год четыре рецензента журнала Electronic Gaming Monthly поставили дополнению 3, 3, 3 и 2 балла из 10, критикуя слабую библиотеку игр и отказ Sega от поддержки системы в пользу Saturn. Рецензия в Next Generation осудила 32X за низкую производительность в обработке полигонов, склонность разработчиков демонстрировать её возможности с помощью аляповато раскрашенных игр, и её видимое назначение как «способа захватить долю рынка в 1994 году в ожидании Saturn». В обзоре ей была присвоена одна звезда из пяти. По мнению Game Players, она была настолько менее мощной, чем Saturn и PlayStation, что её низкая цена не могла считаться привлекательной, и заявили, что подавляющее большинство её игр могли быть хорошо сделаны и на Super NES. Дополнительно отметив, что поддержка программного обеспечения была слабой, они заключили: «Отсутствие поддержки [и] хороших игр, а также выход Saturn делают 32X системой, которой никогда не было».
В ретроспективных обзорах 32X широко критикуют за небольшую библиотеку и отсутствие поддержки со стороны разработчиков после выхода Sega Saturn в Японии. Джереми Пэриш из 1UP.com заявил, что 32X «запятнала практически все, к чему прикасалась». GamesRadar+ также осудил систему, поставив её на девятое место в своём списке из десяти худших игровых систем, а рецензент Микель Репараз раскритиковал её за то, что «это была промежуточная система, которую бросили под автобус, когда через шесть месяцев вышла Sega Saturn, и похоже, что знали об этом все, кроме преданных фанатов Sega и самой компании». Дэмиен МакФерран из Retro Gamer похвалил мощность аппаратного обеспечения 32X, которое позволило создать порты Space Harrier, After Burner и Virtua Fighter, точно соответствующие оригинальным версиям на аркадных автоматах. Также он отметил цену дополнения, заявив: «Если у вас недостаточно глубокие карманы, чтобы позволить себе Saturn, то 32X была вполне приемлемым вариантом; жаль только, что она продавалась так плохо, ведь потенциал для настоящего величия был налицо». Леви Бьюкенен, автор IGN, увидел определённый смысл в шаге Sega по созданию 32X, но раскритиковал его реализацию. По словам Бьюкенена, «я действительно считаю, что 32X была лучшей идеей, чем SEGA CD… 32X, хотя и была недостаточно мощной, по крайней мере, продвинулась вперёд. Может быть, в немалой степени благодаря слабой библиотеке она продвинулась ненамного, но, по крайней мере, идея была правильной».
В частности, несамостоятельность системы и неудачное время запуска — сразу после анонса Saturn — назывались факторами, которые привели к расколу аудитории игровых систем Sega как среди разработчиков, так и среди потребителей. Скотт Алан Марриотт из Allgame отмечал, что «каждое дополнение [к Mega Drive] уменьшало число потенциальных покупателей и отбивало у сторонних компаний желание делать игры, необходимые для увеличения продаж». GamePro раскритиковал концепцию дополнения, отметив расходы, связанные с покупкой всего комплекта. По словам рецензента Блейка Сноу, «сколько же 16-битных дополнений нужно? В общем, если бы вы были одной из тех невезучих душ, которые полностью купились на безумие Sega по поводу дополнений, вы бы потратили 650 долларов за то, что весило примерно как небольшая собака». В статье для GamesRadar+ Репарац отметил, что «разработчики, не желая тратить время на технологический тупик, массово отказались от 32X. Геймеры быстро последовали их примеру, превратив когда-то многообещающую идею в постыдное примечание в истории консолей, а также в наглядный урок того, почему производителям консолей не следует разделять свою пользовательскую базу с помощью дорогих дополнений». Репарац продолжил критиковать решение Sega выпустить 32X, отметив, что «в конечном счёте, 32X была продуктом дубоголовой недальновидности: её существование поставило Sega в конкурентную борьбу с самой собой после выхода Saturn». В статье для IGN Бьюкенен отметил: «Заметили, что с 1994 года мы не видели много дополнений, подобных 32X? Я думаю, что 32X навсегда убила идею такого дополнения — усилителя мощности. И это хорошо. Потому что дополнения, если они не реализованы должным образом, просто раскалывают аудиторию».
Бывшие руководители Sega неоднозначно оценивают 32X. Бэйлисс утверждал, что 32X послужила предупреждением для индустрии видеоигр о том, что не стоит рисковать раскалыванием собственного рынка, создавая дополнения, и критиковал Kinect и PlayStation Move за это. Франц объяснил коммерческий провал 32X её неспособностью функционировать без подключённой Mega Drive и отсутствием CD-привода, несмотря на совместимость с Sega CD, заявив: «32X была обречена на смерть, потому что у неё не было CD-привода и она была дополнением. Дополнительное устройство никогда не бывает настолько хорошо продуманным, как устройство, созданное „с нуля“». Миллер вспоминал 32X положительно, заявляя: «Я думаю, что 32X была интересной, жизнеспособной платформой. Время было выбрано неудачно, и, конечно, наша способность работать с ней, учитывая то, что мы проделали с Saturn, была сильно ограничена. Была целая куча причин, по которым мы не смогли сделать то, что должны были с этой платформой, без поддержки третьих сторон и с учётом сроков выхода Saturn, но я все равно считаю, что проект был успешным по целому ряду причин. Оглядываясь назад, можно сказать, что это была не самая лучшая идея».